# Kiss István (ferences szerzetes)
Páter Kiss István ofm (Jászberény, 1733. november 18. – Jászberény, 1798. szeptember 21.) magyar ferences szerzetes. Kiss Mátyás néven született. 1757. április 9-én Migazzi Kristóf váci püspök szentelte fel pappá.

## Élete
A jászberényi Nagyboldogasszony Főplébánia Kereszteltek Anyakönyvéből hiányzik keresztelési adata, így a keresztelés napjára, a szülőkre és keresztszülőkre vonatkozó adatunk nincs. Tanulmányait a pesti piaristáknál végezte 1750-ig. 1750-ben a nagy jubileum alkalmával gyalog és többnyire mezítláb Rómába zarándokolt, ezen utazása 3 hónapig tartott, majd visszatért Pestre. 18 éves korában a szécsényi klastromban kapja az István nevet. 1757-es papi felszentelését követően ünnepi szónok (concionátor), keresztút végzője, különböző vallási társulások vezetője, 1772-ben kecskeméti iskolafelügyelő volt.

## Jeruzsálemiútja
Többször kérte a rend vezetőségét, hogy a Szentföldre zarándokolhasson, melyet 1766-ban engedélyeztek számára. Május 10-én indult el a kecskeméti kolostorból Jászberényen, Gyöngyösön, Galgóczon (ma: Sajógalgóc), Pozsonyon, Bécsen, Trieszten keresztül Velencébe. Itt szállt hajóra és utazott Alexandriáig, majd az izraeli Joppáig (ma: Jaffa). Innen gyalogosan jutott el Jeruzsálembe. Utazása alatt naplót vezetett latin nyelven, mely a legrégibb fennmaradt magyar nyelvű szentföldi útleírás.
Zarándoklata végezetével ismét hajóra szállt és visszautazott Velencébe, itt azonban nem Magyarország felé veszi az útirányt, hanem rendi engedély birtokában Rómába zarándokolt és csak ezen zarándoklat után tért haza. Ezt követően Szegeden, Gyöngyösön és Jászberényben szolgált.

## Művei
- Jeruzsálemi utazás; bev., jegyz. Pásztor Lajos; Anonymus, Róma, 1958
- Jeruzsálemi utazás. A Magyar Ferences Könyvtár és Levéltár 018000 számú kézirata; tan. Pásztor Lajos, Fáy Zoltán, Várnai Jakab; Szt. István Társulat, Bp., 2018

## Állomáshelyei
- Gyöngyös
- Kecskemét
- Szécsény
- Jászberény
- Léva
- Fülek
- Eger
- Szeged